# Mag Bodard
Pour les articles homonymes, voir Bodard.
Mag Bodard, née Margherita Maria Renata Perato le 3 janvier 1916 à Turin et morte le 26 février 2019 à Neuilly-sur-Seine, est une productrice de cinéma et de télévision française.

## Biographie
Alors correspondante du magazine Elle en Indochine, elle épouse le journaliste et écrivain Lucien Bodard. À son retour en France, elle devient par la suite la compagne de Pierre Lazareff, lui aussi journaliste et directeur du quotidien France-Soir. Cependant, comme ce dernier ne l'engage pas dans l'équipe de l'émission de télévision Cinq colonnes à la une, elle se lance dans le cinéma en misant sur un nouveau venu qui veut réaliser une comédie musicale entièrement chantée : Jacques Demy et ses Parapluies de Cherbourg. Le film obtient la palme d'or au festival de Cannes 1964.
Elle révèle et soutient alors de nombreux talents dont Maurice Pialat (L'Enfance nue), Agnès Varda (Le Bonheur), Robert Bresson (Au hasard Balthazar), André Delvaux (Un soir, un train), Michel Deville, Nina Companeez. Elle lancera aussi Claude Miller (La Meilleure Façon de marcher).
Elle cesse la production cinématographique en 1977, mais continue une activité de plus en plus consacrée à la télévision. Elle a 90 ans quand, en 2006, elle produit L'inconnue de la départementale, pour la télévision. Ses sociétés de production ont été successivement Parc Films, fondée en 1963 et dissoute en 1972, puis Ciné Mag Bodard alias « Cinémag ».
En 2005, la réalisatrice et écrivaine Anne Wiazemsky lui consacre un documentaire de cinquante-deux minutes pour la télévision intitulé Mag Bodard, un destin.
Elle meurt à l'âge de 103 ans le 26 février 2019 à son domicile situé rue Perronet, à Neuilly-sur-Seine, un mois après Michel Legrand, lequel avait composé la musique de nombre de ses productions. Elle est inhumée au cimetière ancien de Neuilly-sur-Seine (division 9).

## Décorations
- Commandeur de l'ordre des Arts et des Lettres au titre de « productrice de films » (2003)[4]

## Filmographie
- 1962 : La Gamberge de Norbert Carbonnaux
- 1964 : Les Parapluies de Cherbourg de Jacques Demy
- 1965 : Le Bonheur d'Agnès Varda
- 1966 : Au hasard Balthazar de Robert Bresson
- 1966 : Les Créatures d'Agnès Varda
- 1967 : Deux ou trois choses que je sais d'elle de Jean-Luc Godard
- 1967 : Les Demoiselles de Rochefort de Jacques Demy
- 1967 : Mouchette de Robert Bresson
- 1967 : La Chinoise de Jean-Luc Godard
- 1967 : Le Viol de Jacques Doniol-Valcroze
- 1968 : L'Enfance nue de Maurice Pialat
- 1968 : Bye bye, Barbara de Michel Deville
- 1968 : Benjamin ou les mémoires d'un puceau de Michel Deville
- 1968 : Je t'aime, je t'aime d'Alain Resnais
- 1968 : Un soir, un train d'André Delvaux
- 1969 : Une femme douce de Robert Bresson
- 1969 : La Coqueluche de Christian-Paul Arrighi
- 1970 : L'Ours et la Poupée de Michel Deville
- 1970 : La Maison des bories de Jacques Doniol-Valcroze
- 1970 : Peau d'Âne de Jacques Demy
- 1971 : Raphaël ou le débauché de Michel Deville
- 1971 : Rendez-vous à Bray d'André Delvaux
- 1972 : Faustine et le bel été de Nina Companeez
- 1973 : Kamouraska de Claude Jutra
- 1973 : L'Histoire très bonne et très joyeuse de Colinot trousse-chemise de Nina Companeez
- 1974 : On s'est trompé d'histoire d'amour de Jean-Louis Bertuccelli
- 1976 : La Meilleure Façon de marcher de Claude Miller
- 1977 : Le Diable dans la boîte de Pierre Lary
- 1977 : Comme sur des roulettes de Nina Companeez
- 1978 Un ours pas comme les autres feuilleton TV de Nina Companeez
- 1979 : Les Dames de la côte  (feuilleton TV) de Nina Companeez
- 1982 : Venise en hiver (TV) de Jacques Doniol-Valcroze
- 1989 : La Grande Cabriole (feuilleton TV) de Nina Companeez
- 1996 : L'Allée du Roi de Nina Companeez (TV)
- 1997 : Un printemps de chien (TV) d'Alain Tasma
- 1997 : Le Diable en sabots (TV) de Nicole Berckmans
- 2001 : Un Pique-nique chez Osiris (TV) de Nina Companeez
- 2002 : La Chanson du maçon (TV) de Nina Companeez
- 2003 : Mata Hari, la vraie histoire (TV) d'Alain Tasma
- 2003 : Satan refuse du monde (TV) de Jacques Renard
- 2006 : L'Inconnue de la départementale (TV) de Didier Bivel